# GaveFabrikken
GaveFabrikken A/S er en dansk virksomhed, der har specialiseret sig i levering af firmagaver  hertil. Virksomheden er dominerende på det nordiske marked, og leverer mere end 1 million firmajulegaver hvert år, bl.a. kendte mærkevarer indenfor dansk design..Majoriteten i virksomheden blev i 2024 solgt til den danske kapitalfond, Capidea, for et trecifret millionbeløb. Virksomheden er grundlagt i 2008 af Nikolai Kiim og startede beskedent fra en gammel skurvogn i Københavns Sydhavn. I regnskabsåret 2023/24 en havde GaveFabrikken en omsætning på 387 millioner kroner.
Virksomheden har hovedsæde i Valby med showroom i den gamle kapselfabrik på Carl Jacobsens Vej og har faciliteter i Århus, Hedehusene, Oslo og Stockholm. GaveFabrikkens norske aktiviteter startede i 2017 og de svenske i 2020. GaveFabrikken er aktiv i velgørenhedsarbejde, hvor man siden 2010 har været hovedsponsor for initiativet, Operation Julegaveregn, der skaffer julegaver til anbragte børn og sætter fokus på deres vilkår.

## GaveFabrikken i medierne
I 2015 udgav GaveFabrikken bogen Den generøse tid af journalisterne Rie Helmer Nielsen og Christel Skousen Thrane. Bogen indeholder en række interviews med bl.a. erhvervsmanden Martin Thorborg, Livsstilseksperten Anne Glad, det tidligere børnehjemsbarn Mikkel Hartwich, tidligere borgmester Klaus Bondam, komiker Sebastian Dorset og entertaineren Chilli Klaus om deres forhold til gavegivning og generøsitet.
Siden 2017 har virksomheden stået bag en årlig befolkningsundersøgelse, der fortæller om danskernes, nordmændenes og svenskernes traditioner, følelser og forbrug i forbindelse med julen 